# Lecythis
Lecythis é um género botânico pertencente à família Lecythidaceae.

## Espécies
- Lecythis barnebyi
- Lecythis brancoensis
- Lecythis chartacea
- Lecythis lanceolata: sapucaia-mirim
- Lecythis latifolium
- Lecythis lurida
- Lecythis parvifructa
- Lecythis pisonis Cambess.: sapucaia
- Lecythis prancei
- Lecythis retusa
- Lecythis schomburgkii
- Lecythis schwackei
- Lecythis serrata